# 臺灣墨玉
臺灣墨玉（英語：Taiwan Black Jade）是一種蛇紋石玉，主要由葉蛇紋石和磁鐵礦等礦物組成，顏色為深綠至黑色，產地位於臺灣花蓮縣的豐田地區，在1960-1970年代開採臺灣玉時被發現，但當時不被認為是新品種礦物；2010年代有學者進行研究分析，鑑定為新種蛇紋石玉。

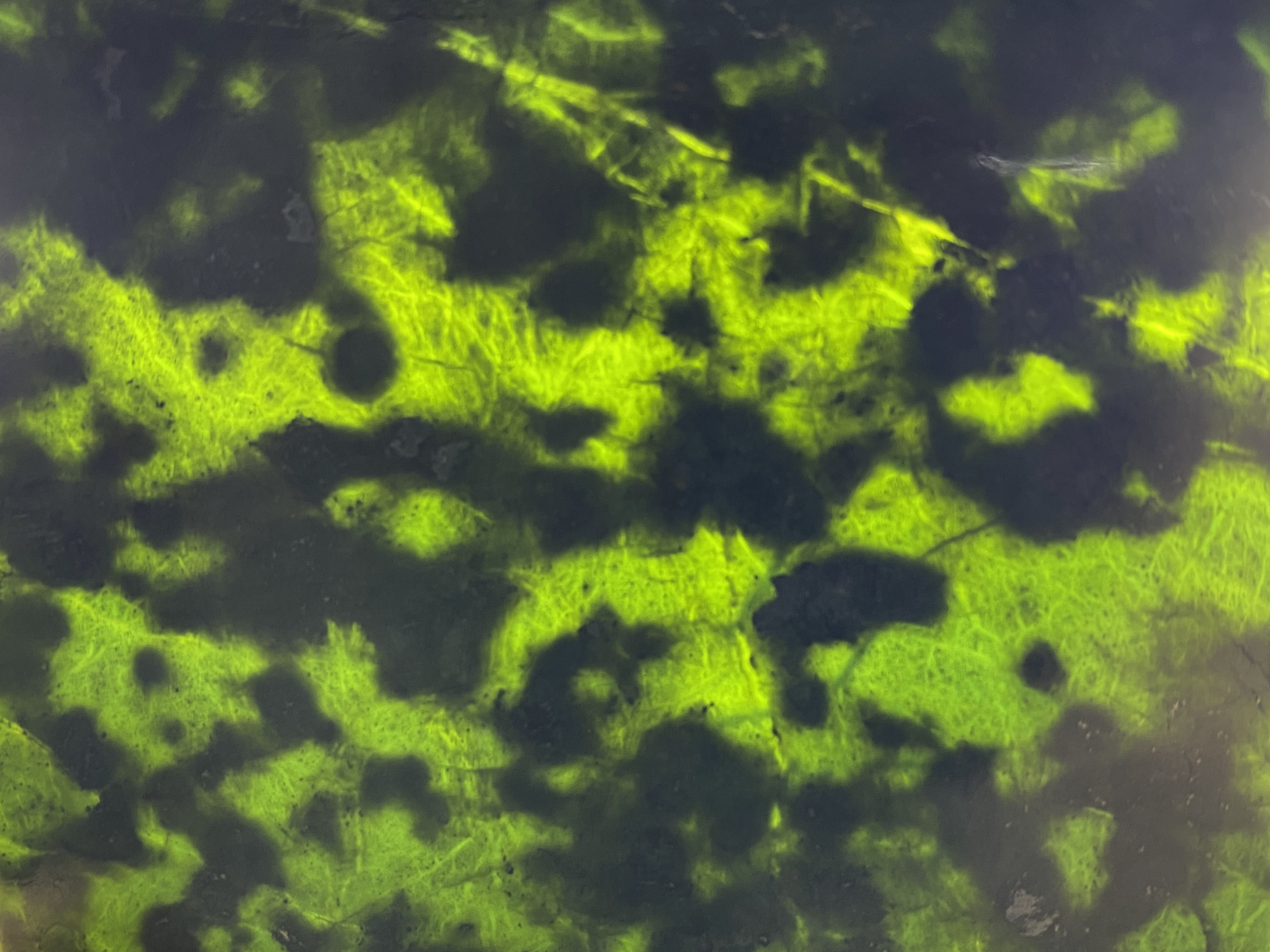
臺灣墨玉的透光性

## 發現歷史
1960-1970年代臺灣花蓮縣豐田地區曾大量出產臺灣玉，開採時發現黃綠色半透明的蛇紋石，由於只有零星出現，沒被單獨開採利用，僅被當成臺灣玉在販賣。直到2010年代，經濟部礦務局積極輔導玉石業者開發新品種的蛇紋石玉—臺灣墨玉，在強光照射呈現黃、綠、黃綠色，並夾雜黑色斑點，因具有獨特的岩理，有別於中國大陸產的蛇紋石玉—岫玉。

## 名稱
1978年行政院國科會專刊《臺灣花蓮豐田軟玉礦床之礦物研究報告》一文，文中稱臺灣產的蛇紋石玉為「鮑文玉」；2010年國立臺灣博物館方建能博士進行礦物學研究，於2011年發表文章建議命名此種寶石級蛇紋石玉為「臺灣墨玉」，與其它泛指外觀為黑色玉石的「墨玉」做區別。

## 礦物組成
臺灣墨玉中含有七種礦物，分別是葉蛇紋石、纖蛇紋石、磁鐵礦、赤鐵礦、鉻鐵礦、鎂橄欖石及白雲石，其中以葉蛇紋石及磁鐵礦為主要礦物。臺灣墨玉因含天然磁性礦物—磁鐵礦，故具有強磁性。

## 地質成因
臺灣位於菲律賓海板塊與歐亞板塊的隱沒帶上，花東縱谷則在兩板塊接觸碰撞的縫合帶上，在此縫合帶上及附近的岩層因而產生各種不同的地質作用，包含變質作用、火成作用及熱液蝕變作用。當地殼深處的超基性岩或橄欖岩的橄欖石與輝石礦物，和地層中的水作用會產生蛇紋石類等礦物，此過程稱為蛇紋岩化作用，也是臺灣墨玉形成的原因。

## 產狀與分布
臺灣墨玉出現在蛇紋岩和黑色片岩、綠色片岩的接觸帶中，呈凸鏡體狀或薄層狀出現。在地層中與一般蛇紋岩呈現連續而漸變的關係，有時也會獨立出現，有時亦會與臺灣玉同時賦存。
臺灣墨玉已知的產地主要位於花蓮豐田地區的蛇紋岩中，該區蛇紋岩有十多層，長度可延伸3公里，厚度平均有10-30公尺，最厚可達50公尺，每層間隔50-120公尺。過去曾開採臺灣玉的礦場包含理新、理建、天星及山益等多處礦場，都可發現臺灣墨玉與臺灣玉共生。

## 開採
臺灣墨玉尚未被經濟部礦務局正式列為寶石礦物種類，也未被正式有計畫的探勘及開採，精確的礦床總儲量尚無法估計。